# Коробко Дмитро Миколайович
Дмитро́ Микола́йович Коробко — старший прапорщик Збройних сил України, 128-а бригада.

## Нагороди та вшанування
21 жовтня 2014 року — за особисту мужність і героїзм, виявлені у захисті державного суверенітету та територіальної цілісності України, вірність військовій присязі під час російсько-української війни, відзначений — нагороджений орденом «За мужність» III ступеня.